# Atletism la Jocurile Olimpice de vară din 2016 - 800 m (masculin)
Proba de 800 de metri masculin de la Jocurile Olimpice de vară din 2016 a avut loc în perioada 12-15 august pe Stadionul Olimpic.

## Recorduri
Înaintea acestei competiții, recordurile mondiale și olimpice erau următoarele:
| Record  | Atlet               | Timp    | Loc                    | Data          |
| ------- | ------------------- | ------- | ---------------------- | ------------- |
| Mondial | David Rudisha (KEN) | 1:40.91 | Londra, Marea Britanie | 9 august 2012 |
| Olimpic | David Rudisha (KEN) | 1:40.91 | Londra, Marea Britanie | 9 august 2012 |

| Area                                             |            |                  |               |
| Area                                             | Time (s)   | Athlete          | Nation        |
| ------------------------------------------------ | ---------- | ---------------- | ------------- |
| Africa (recorduri)                               | 1:40.91 RM | David Rudisha    | Kenya         |
| Asia (recorduri)                                 | 1:42.79    | Yusuf Saad Kamel | Bahrain       |
| Europa (recorduri)                               | 1:41.11    | Wilson Kipketer  | Danemarca     |
| America Centrală, de Nord și Caraibe (recorduri) | 1:42.60    | Johnny Gray      | Statele Unite |
| Oceania (recorduri)                              | 1.44.30    | Peter Snell      | Noua Zeelandă |
| America de Sud (recorduri)                       | 1:41.77    | Joaquim Cruz     | Brazilia      |

## Format
Competiția a avut trei etape: runda întâi cu șapte serii, semifinalele cu trei serii și finala. Primii trei din fiecare serie și alți trei atleți cu cel mai rapid timp s-au calificat în semifinale. Primii doi clasați în fiecare dintre cele trei semifinale s-au calificat în finală, împreună cu alți doi atleți cu cel mai rapid timp.

## Rezultate

### Runda 1
Reguli de calificare: primii trei din fiecare serie (C) și următorii trei atleți cu cel mai bun timp (c) se califică în semifinale.

#### Seria 1
| Loc | Nume              | Naționalitate              | Timp    | Note    |
| --- | ----------------- | -------------------------- | ------- | ------- |
| 1   | Ayanleh Souleiman | Djibouti                   | 1:45.48 | (C)     |
| 2   | Amel Tuka         | Bosnia și Herțegovina      | 1:45.72 | (C)     |
| 3   | Boris Berian      | Statele Unite ale Americii | 1:45.87 | (C)     |
| 4   | Kléberson Davide  | Brazilia                   | 1:46.14 | (c)     |
| 5   | Žan Rudolf        | Slovenia                   | 1:46.93 | (SB)    |
| 6   | Antoine Gakeme    | Burundi                    | 1:47.46 |         |
| 7   | Musa Hajdari      | Kosovo                     | 1:48.41 |         |
| –   | Abraham Rotich    | Bahrain                    | (DS)    | R163.3a |

#### Seria a 2-a
| Loc | Nume                      | Naționalitate | Timp    | Note |
| --- | ------------------------- | ------------- | ------- | ---- |
| 1   | Adam Kszczot              | Polonia       | 1:45.83 | (C)  |
| 2   | Ferguson Cheruiyot Rotich | Kenya         | 1:46.00 | (C)  |
| 3   | Andrés Arroyo             | Puerto Rico   | 1:46.17 | (C)  |
| 4   | Hamada Mohamed            | Egipt         | 1:46.65 | (c)  |
| 5   | Rafith Rodríguez          | Columbia      | 1:46.65 | (SB) |
| 6   | Boitumelo Masilo          | Botswana      | 1:48.48 |      |
| 7   | Luke Mathews              | Australia     | 1:50.17 |      |
| 8   | Brice Etès                | Monaco        | 1:50.40 |      |

#### Seria a 3-a
| Loc | Nume                   | Naționalitate              | Timp    | Note      |
| --- | ---------------------- | -------------------------- | ------- | --------- |
| 1   | David Rudisha          | Kenya                      | 1:45.09 | (C)       |
| 2   | Reinhardt van Rensburg | Africa de Sud              | 1:45.67 | (C), (SB) |
| 3   | Michael Rimmer         | Marea Britanie             | 1:45.99 | (C)       |
| 4   | Clayton Murphy         | Statele Unite ale Americii | 1:46.18 | (c)       |
| 5   | Jinson Johnson         | India                      | 1:47.27 |           |
| 6   | Anthony Romaniw        | Canada                     | 1:47.59 |           |
| 7   | Lutimar Paes           | Brazilia                   | 1:48.38 |           |
| 8   | Benjamín Enzema        | Guineea Ecuatorială        | 1:52.14 |           |
| 9   | Alex Beddoes           | Insulele Cook              | 1:52.76 | (PB)      |

#### Seria a 4-a
| Loc | Nume             | Naționalitate                  | Timp    | Note    |
| --- | ---------------- | ------------------------------ | ------- | ------- |
| 1   | Alfred Kipketer  | Kenya                          | 1:46.61 | (C)     |
| 2   | Andreas Bube     | Danemarca                      | 1:46.67 | (C)     |
| 3   | Yassine Hathat   | Algeria                        | 1:46.81 | (C)     |
| 4   | Álvaro de Arriba | Spania                         | 1:46.86 |         |
| 5   | Wesley Vázquez   | Puerto Rico                    | 1:46.96 |         |
| 6   | Charles Jock     | Statele Unite ale Americii     | 1:47.06 |         |
| 7   | Elliot Giles     | Marea Britanie                 | 1:47.88 |         |
| 8   | Yiech Biel       | Echipa olimpică a refugiaților | 1:54.67 |         |
| –   | Joshua Ilustre   | Guam                           | (DS)    | R163.3a |

#### Seria a 5-a
| Loc | Nume               | Naționalitate | Timp    | Note |
| --- | ------------------ | ------------- | ------- | ---- |
| 1   | Taoufik Makhloufi  | Algeria       | 1:49.17 | (C)  |
| 2   | Mostafa Smaili     | Maroc         | 1:49.29 | (C)  |
| 3   | Giordano Benedetti | Italia        | 1:49.40 | (C)  |
| 4   | Sho Kawamoto       | Japonia       | 1:49.41 |      |
| 5   | Jacob Rozani       | Africa de Sud | 1:49.79 |      |
| 6   | Jozef Repčík       | Slovacia      | 1:49.95 |      |
| 7   | Nijel Amos         | Botswana      | 1:50.46 |      |
| 8   | Kevin López        | Spania        | 1:53.41 |      |

#### Seria a 6-a
| Loc | Nume                    | Naționalitate | Timp    | Note  |
| --- | ----------------------- | ------------- | ------- | ----- |
| 1   | Brandon McBride         | Canada        | 1:45.99 | (C)   |
| 2   | Marcin Lewandowski      | Polonia       | 1:46.35 | (C)   |
| 3   | Mark English            | Irlanda       | 1:46.40 | (C)   |
| 4   | Jeff Riseley            | Australia     | 1:46.93 |       |
| 5   | Abubaker Haydar Abdalla | Qatar         | 1:47.81 |       |
| 6   | Pol Moya                | Andorra       | 1:48.88 |       |
| 7   | Alex Amankwah           | Ghana         | 1:50.33 |       |
| N/A | Abdelati El Guesse      | Maroc         | N/A     | (DNF) |

#### Seria a 7-a
| Loc | Nume                     | Naționalitate           | Timp    | Note  |
| --- | ------------------------ | ----------------------- | ------- | ----- |
| 1   | Pierre-Ambroise Bosse    | Franța                  | 1:48.12 | (C)   |
| 2   | Mohammed Aman            | Etiopia                 | 1:48.33 | (C)   |
| 3   | Amine Belferar           | Algeria                 | 1:48.40 | (C)   |
| 4   | Daniel Andújar           | Spania                  | 1:48.50 |       |
| 5   | Charles Grethen          | Luxemburg               | 1:48.93 |       |
| 6   | Peter Bol                | Australia               | 1:49.36 |       |
| 7   | Francky-Edgard Mbotto    | Republica Centrafricană | 1:52.97 |       |
| N/A | Musaeb Abdulrahman Balla | Qatar                   | N/A     | (DNS) |

### Semifinale
Reguli de calificare: primii doi din fiecare serie (Q) si încă doi cu cel mai rapid timp (c) se califică în finală

#### Semifinala 1
| Loc | Nume                      | Naționalitate  | Timp    | Note      |
| --- | ------------------------- | -------------- | ------- | --------- |
| 1   | Pierre-Ambroise Bosse     | Franța         | 1:43.85 | (C), (SB) |
| 2   | Taoufik Makhloufi         | Algeria        | 1:43.85 | (C), (SB) |
| 3   | Marcin Lewandowski        | Polonia        | 1:44.56 | (c), (SB) |
| 4   | Ferguson Cheruiyot Rotich | Kenya          | 1:44.65 | (c)       |
| 5   | Mostafa Smaili            | Maroc          | 1:45.78 |           |
| 6   | Kléberson Davide          | Brazilia       | 1:46.19 |           |
| 7   | Andrés Arroyo             | Puerto Rico    | 1:46.74 |           |
| 8   | Michael Rimmer            | Marea Britanie | 1:46.80 |           |

#### Semifinala a 2-a
| Loc | Nume                   | Naționalitate              | Timp    | Note |
| --- | ---------------------- | -------------------------- | ------- | ---- |
| 1   | Alfred Kipketer        | Kenya                      | 1:44.38 | (C)  |
| 2   | Boris Berian           | Statele Unite ale Americii | 1:44.56 | (C)  |
| 3   | Yassine Hathat         | Algeria                    | 1:44.81 | (PB) |
| 4   | Amel Tuka              | Bosnia și Herțegovina      | 1:45.24 |      |
| 5   | Reinhardt van Rensburg | Africa de Sud              | 1:45.33 | (PB) |
| 6   | Brandon McBride        | Canada                     | 1:45.41 |      |
| 7   | Andreas Bube           | Danemarca                  | 1:45.87 | (SB) |
| 8   | Mohammed Aman          | Etiopia                    | 1:46.14 |      |

#### Semifinala a 3-a
| Loc | Nume               | Naționalitate              | Timp    | Note      |
| --- | ------------------ | -------------------------- | ------- | --------- |
| 1   | David Rudisha      | Kenya                      | 1:43.88 | (C)       |
| 2   | Clayton Murphy     | Statele Unite ale Americii | 1:44.30 | (C), (PB) |
| 3   | Adam Kszczot       | Polonia                    | 1:44.70 |           |
| 4   | Ayanleh Souleiman  | Djibouti                   | 1:45.19 |           |
| 5   | Mark English       | Irlanda                    | 1:45.93 |           |
| 6   | Giordano Benedetti | Italia                     | 1:46.41 | (SB)      |
| 7   | Amine Belferar     | Algeria                    | 1:46.55 |           |
| 8   | Hamada Mohamed     | Egipt                      | 1:48.17 |           |

### Finala
| Loc | Nume                      | Naționalitate              | Timp    | Note |
| --- | ------------------------- | -------------------------- | ------- | ---- |
| 1   | David Rudisha             | Kenya                      | 1:42.15 | (SB) |
| 2   | Taoufik Makhloufi         | Algeria                    | 1:42.61 | (RN) |
| 3   | Clayton Murphy            | Statele Unite ale Americii | 1:42.93 | (PB) |
| 4   | Pierre-Ambroise Bosse     | Franța                     | 1:43.41 | (SB) |
| 5   | Ferguson Cheruiyot Rotich | Kenya                      | 1:43.55 | (SB) |
| 6   | Marcin Lewandowski        | Polonia                    | 1:44.20 | (SB) |
| 7   | Alfred Kipketer           | Kenya                      | 1:46.02 |      |
| 8   | Boris Berian              | Statele Unite ale Americii | 1:46.15 |      |

## Legendă
RA Record african | AM Record american | AS Record asiatic | RE Record european | OCRecord oceanic | RO Record olimpic | RM Record mondial | RN Record național | SA Record sud-american | RC Record al competiției | DNF Nu a terminat | DNS Nu a luat startul | DS Descalificare | EL Cea mai bună performanță europeană a anului | PB Record personal | SB Cea mai bună performanță a sezonului | WL Cea mai bună performanță mondială a anului 